# Ламбруго
Ламбруго, Ламбруґо (італ. Lambrugo) — муніципалітет в Італії, у регіоні Ломбардія, провінція Комо.
Ламбруго розташоване на відстані близько 510 км на північний захід від Рима, 32 км на північ від Мілана, 14 км на південний схід від Комо.
Населення — 2487 осіб (2014).
Щорічний фестиваль відбувається 4 листопада. Покровитель — San Carlo Borromeo.

## Демографія
Населення за роками:

Станом на 1 січня 2023 року в муніципалітеті офіційно проживали 152 іноземці з 24 країн, серед них 36 громадян країн Євросоюзу та 6 громадян України.

## Сусідні муніципалітети
- Коста-Мазнага
- Інвериго
- Лураго-д'Ерба
- Мероне
- Нібйонно